# Église Saint-Roch de Thédirac
L'église Saint-Roch est une église catholique située à Thédirac, dans le département du Lot, en France.

## Historique
L'église Saint-Roch aurait d'abord été une chapelle. De l'édifice roman composé d’une nef non voûté et d’une abside semi-circulaire en cul-de-four avec des fenêtres réduites à d’étroites fentes.
Dans la seconde moitié XIVe siècle, pendant la guerre de Cent Ans, un réduit fortifié a été construit au-dessus de l'abside pour recevoir la population.
De très importants travaux de reconstruction et d'agrandissement sont faits à la fin du XVe siècle : les portails sud et ouest, les voûtes de la nef et les deux chapelles peuvent en effet appartenir à cette même campagne de travaux. Antoine de Luzech, évêque de Cahors entre 1501 et 1510, qui a fait reconstruire le cloître de la cathédrale de Cahors en 1504, a entrepris de rétablir l'église de Thédirac dont l'évêque de Cahors avait la collation et qui avait été ruinée par les compagnies "anglaises".  Les clefs de voûte de la chapelle nord portent les armes des Crayssac, et d'Antoine de Luzech. La nef a été alors voûtée de croisées d’ogives et flanquée de deux chapelles latérales de deux travées.

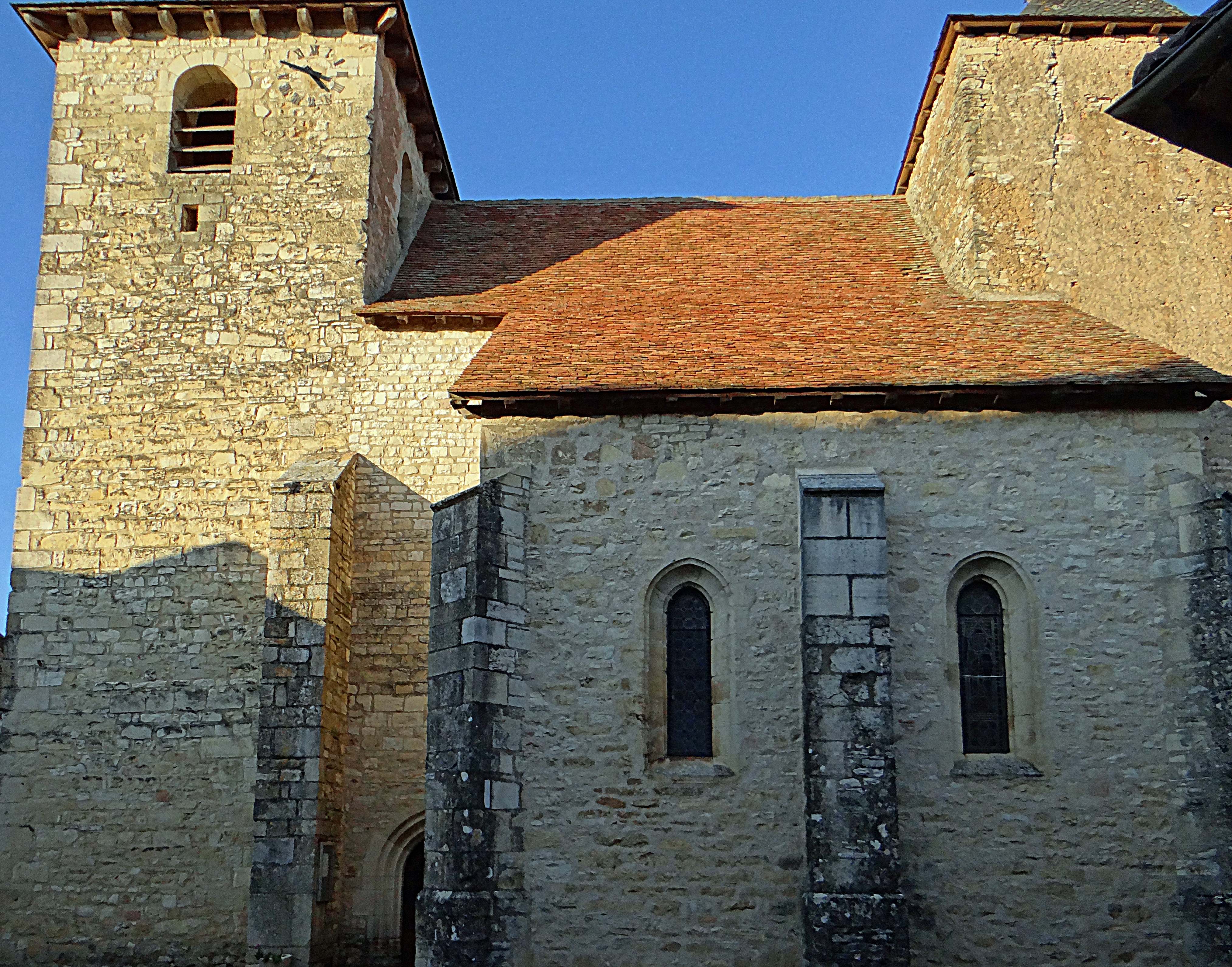
Côté sud de l'église, avec le clocher à gauche et le réduit fortifié à droite.
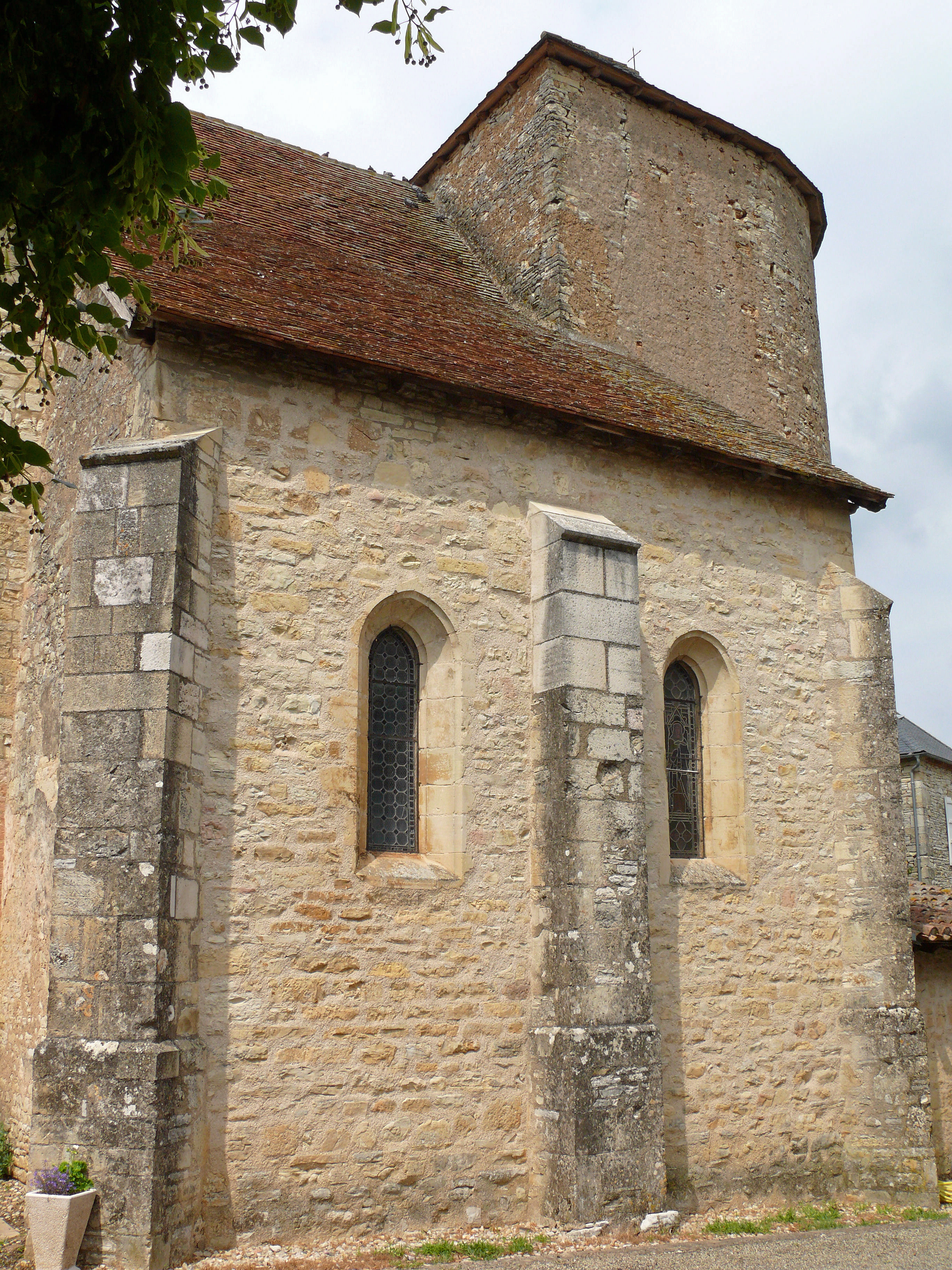
Extérieur de la chapelle Sud et le réduit fortifié.
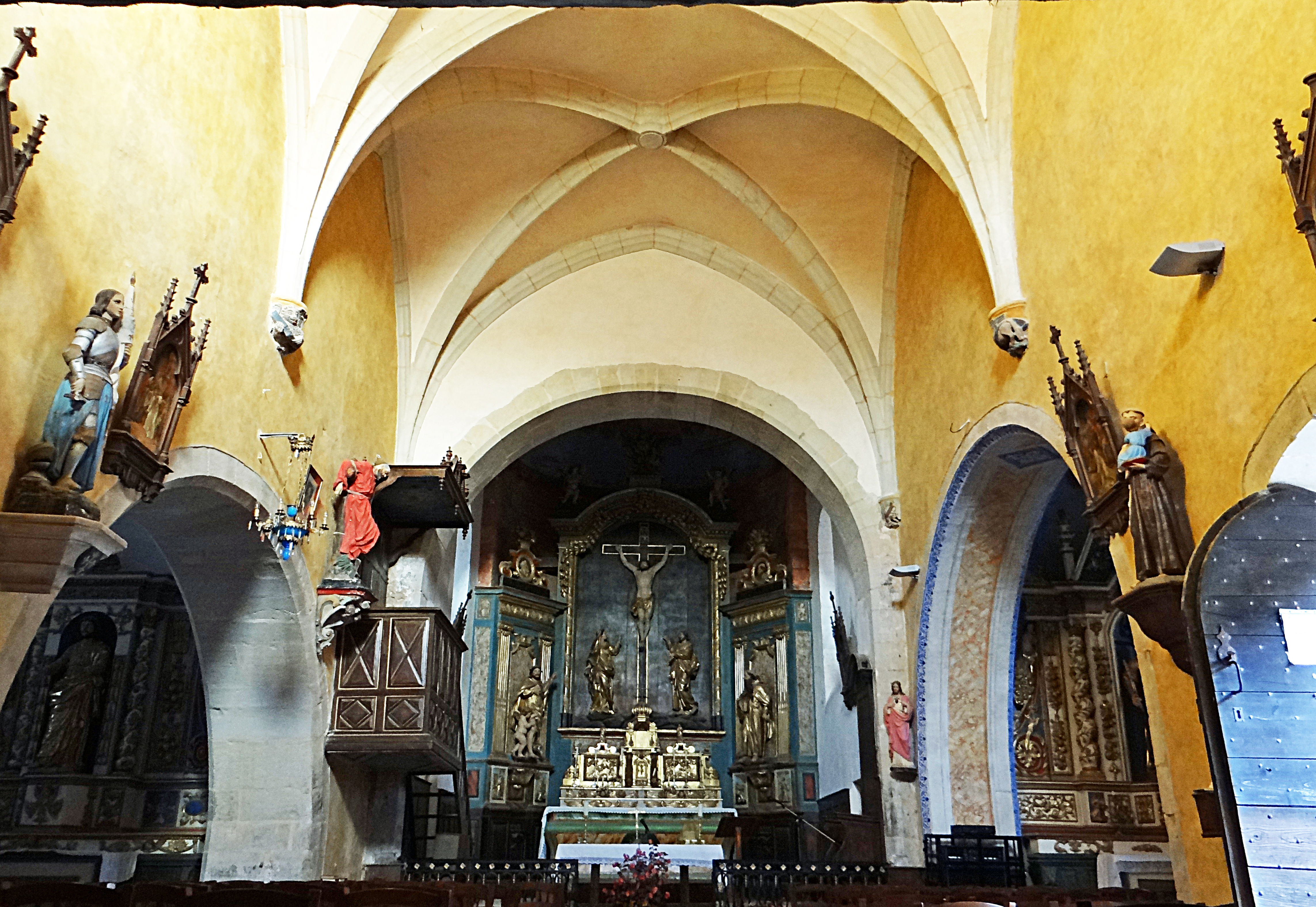
La nef voûtée d'ogives portées par des culots.
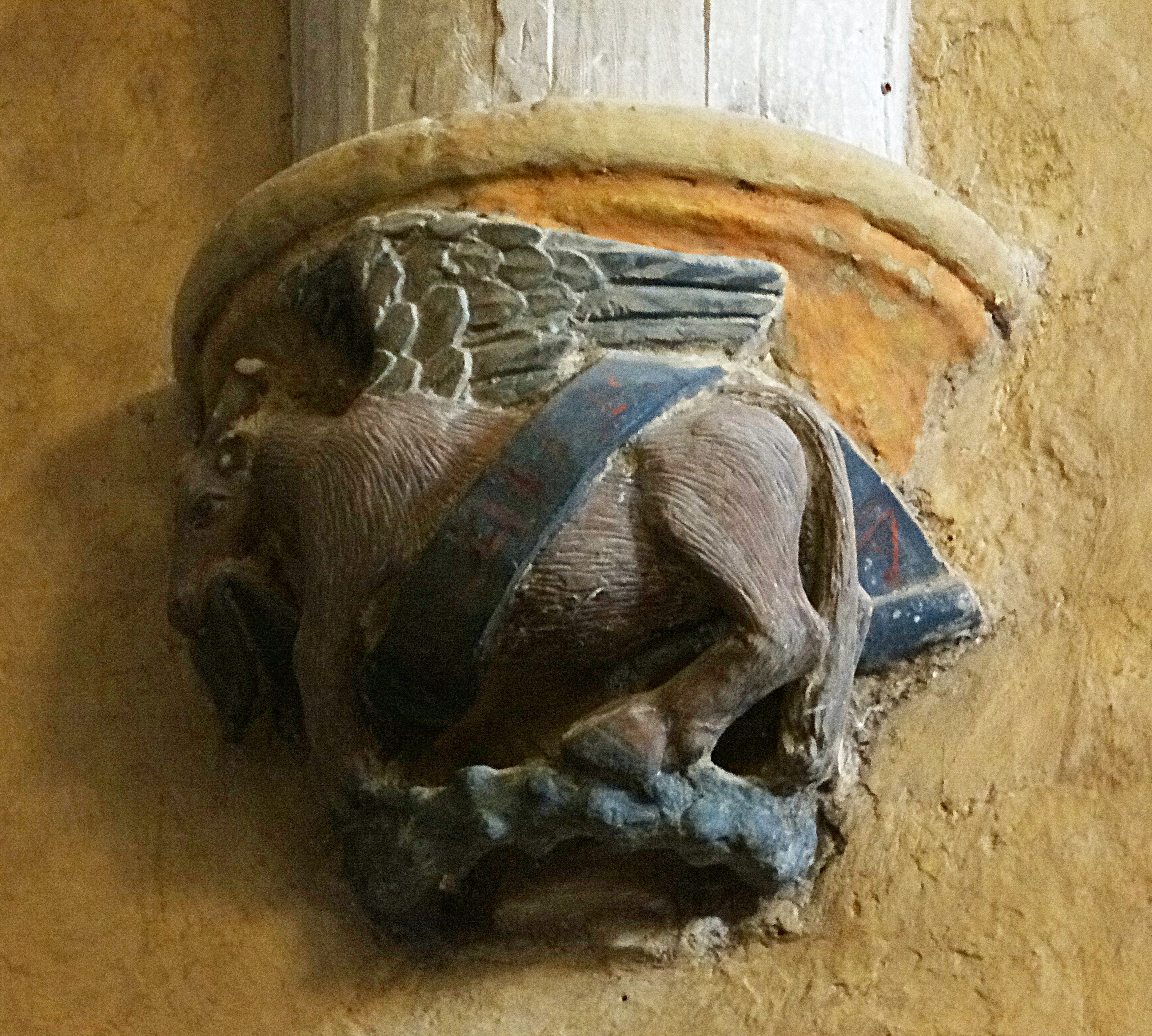
Culot d'ogives avec une représentation symbolique de l'évangéliste saint Luc.

L'édifice est classé au titre des monuments historiques en 1913.

## Mobilier
Un retable baroque, consacré à la Crucifixion et orné des statues de saint Roch et saint Antoine, a été installé au XVIIe siècle dans l’abside, et a été classé à titre d'objet en 1910. Au-dessus, une peinture murale, sur le cul-de-four, représente le phénix symbole de la résurrection.
Dans la chapelle latérale se trouve un retable du XVIIIe siècle consacré à Marie avec une représentation de la Vierge à l'Enfant. Dans la chapelle latérale nord on peut voir un retable consacré à saint Joseph.

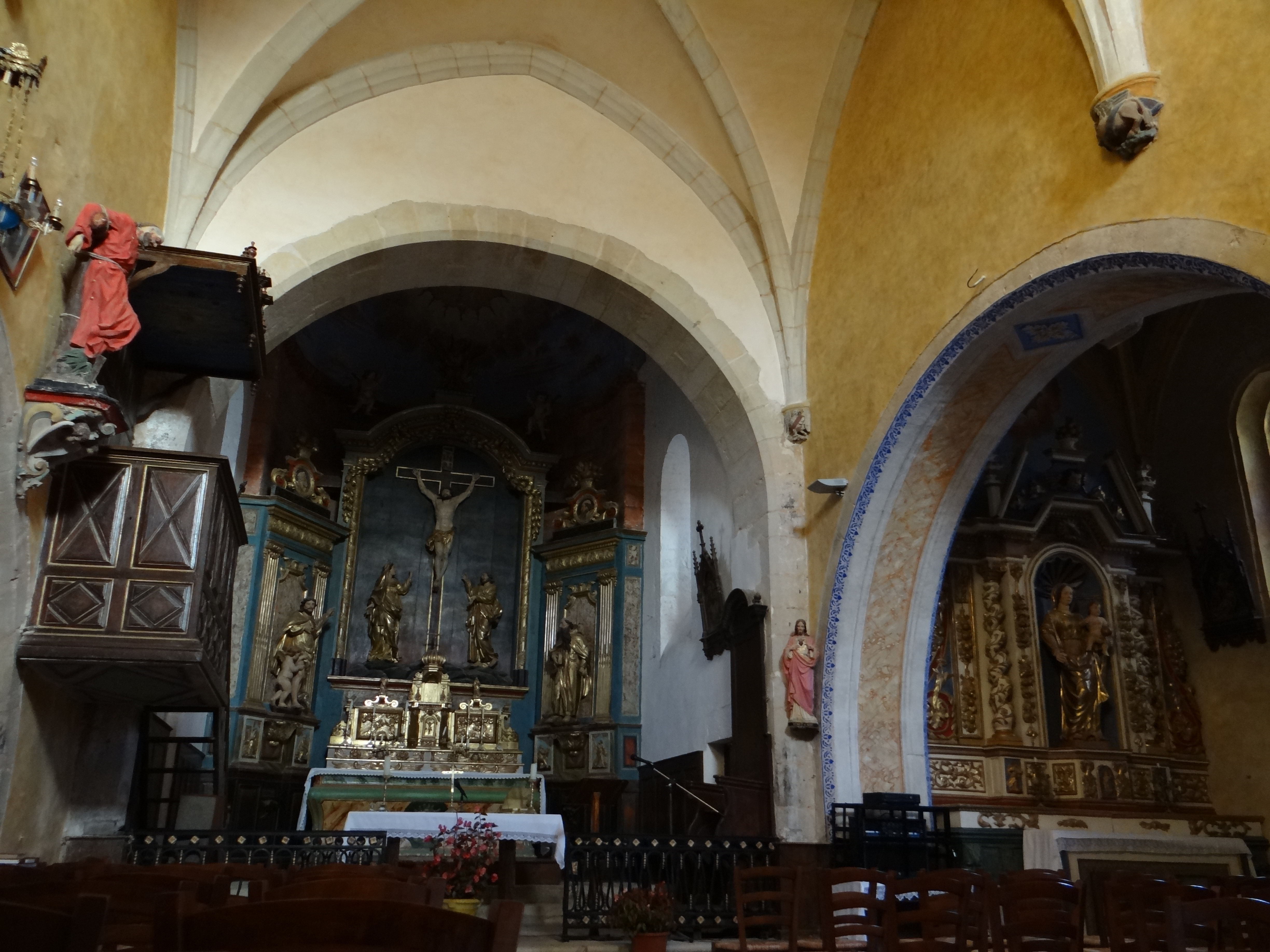
Le retable de la Crucifixion et le retable de la Vierge. À gauche, la chaire à prêcher et une statue représentant le martyre de saint Jean-Gabriel Perboyre.
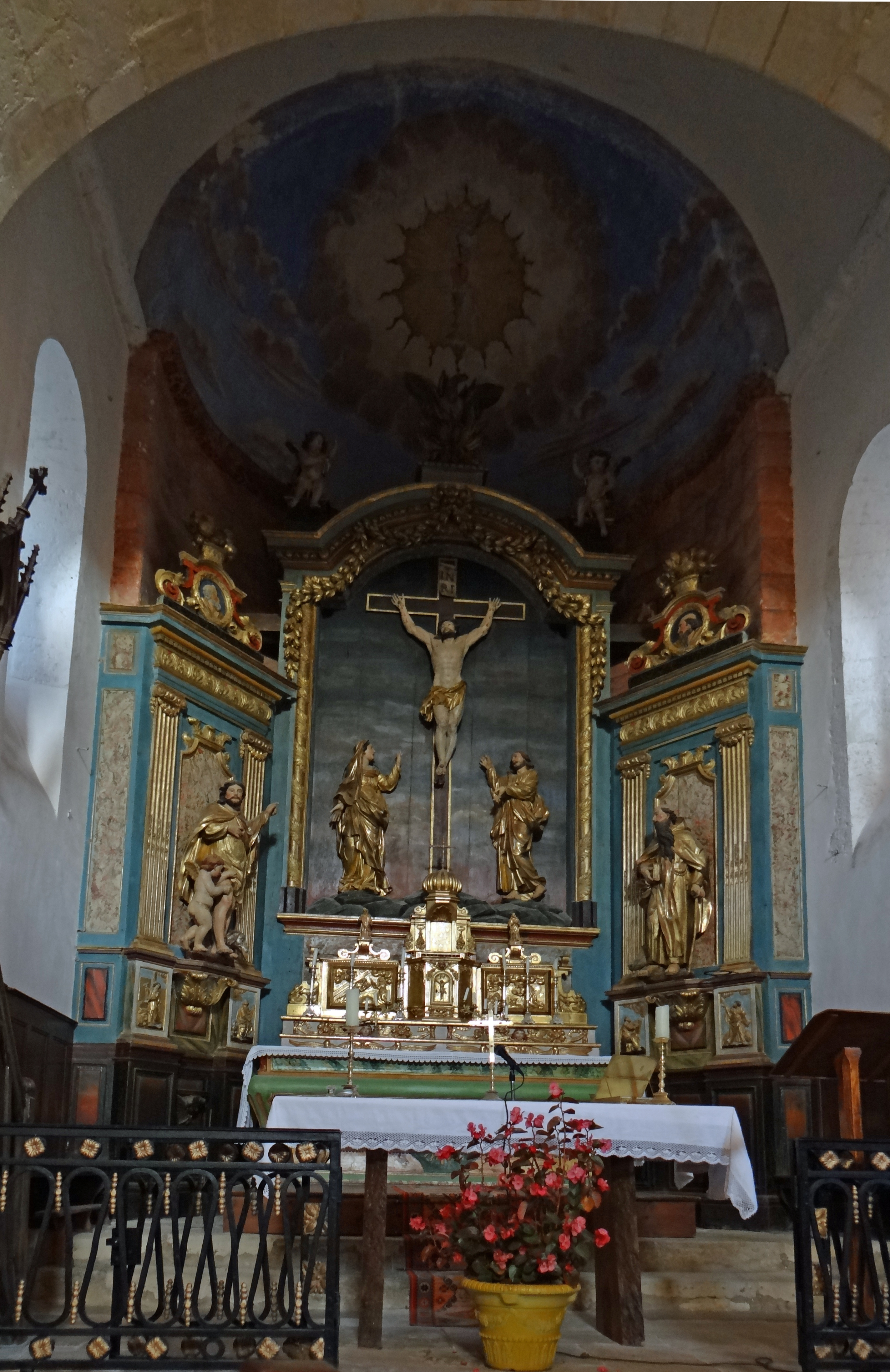
Retable de la Cricifixion dans l'abside entouré des statues de saint Roch et saint Antoine.
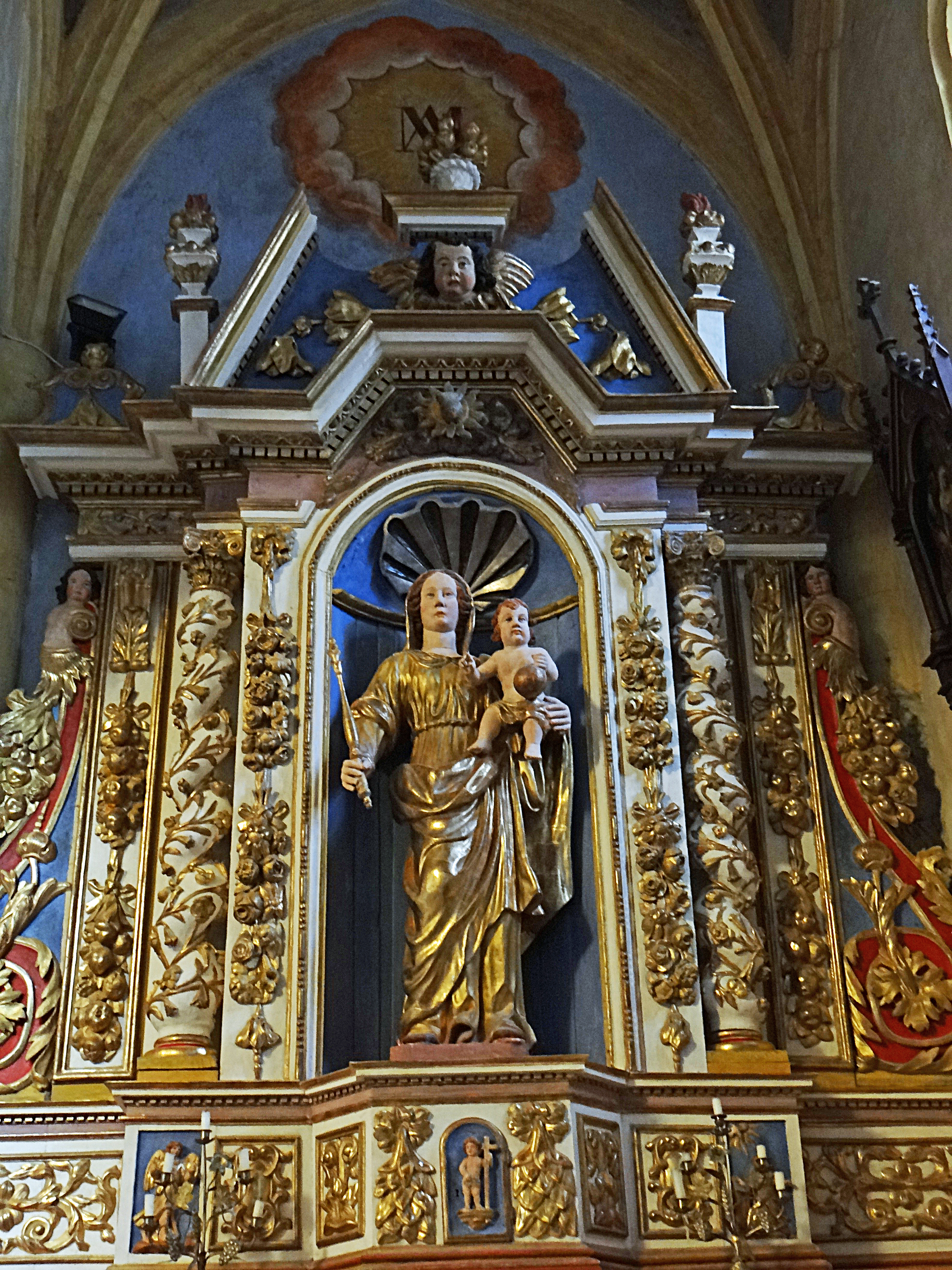
Retable de la Vierge dans la chapelle latérale Sud.
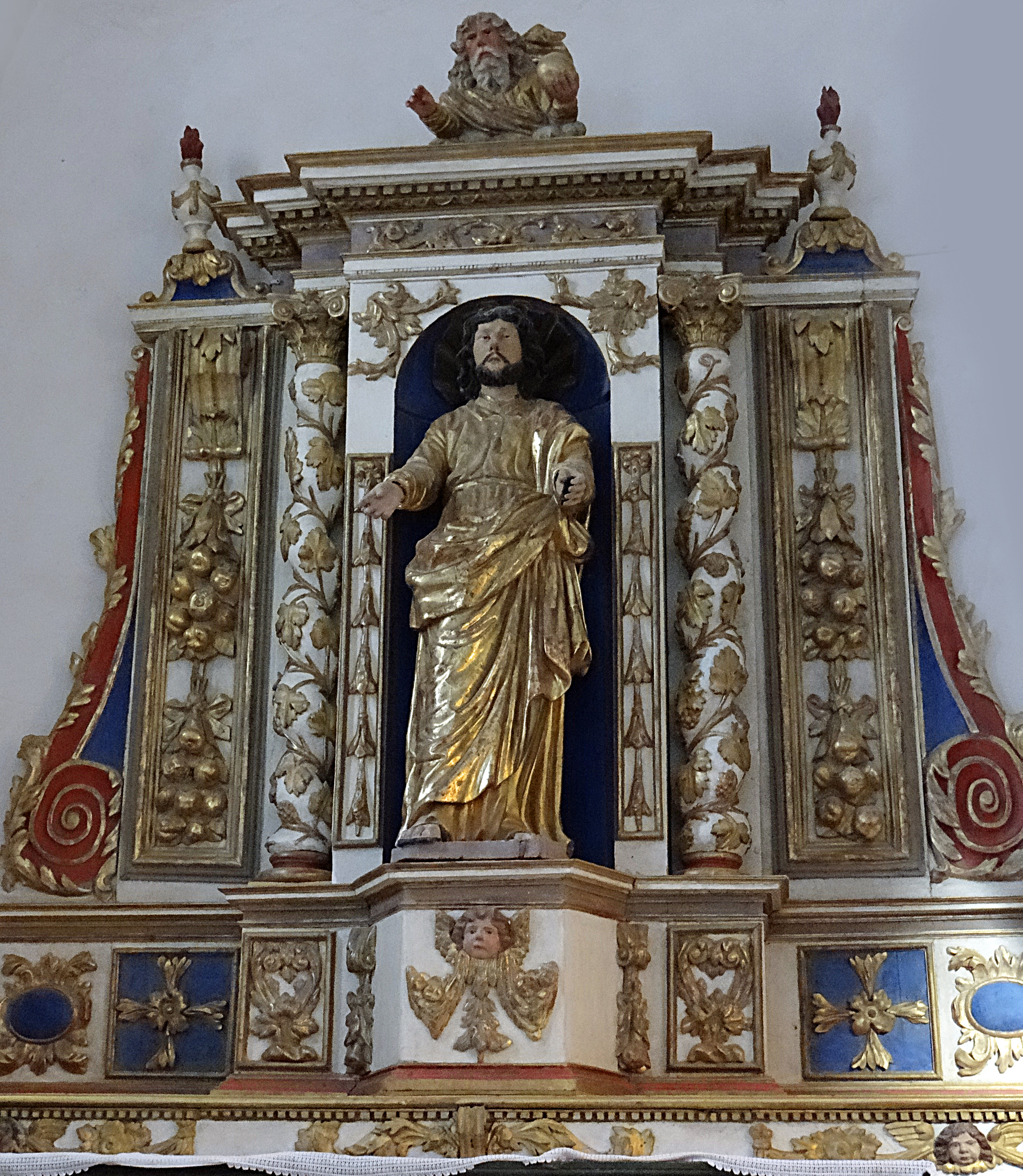
Retable de saint Joseph dans la chapelle latérale Nord.

La cloche fondue en 1644 a été classée à titre d'objet en 1910. L'église abrite aussi une armoire Louis XIII et une chaire à prêcher du XVIIe siècle.